# Equitación en los XXI Juegos Centroamericanos y del Caribe
Se detallan los resultados de las competiciones deportivas para la especialidad de Equitación
en los XXI Juegos Centroamericanos y del Caribe.

## Equitación
El campeón de la especialidad Equitación fue  Venezuela.

### Medallero
Los resultados del medallero por información de la Organización de los Juegos Mayagüez 2010
fueron:

#### Medallero Total
País anfitrión en negrilla. La tabla se encuentra ordenada por la cantidad de medallas de oro.
| Núm.  | País                 | Oro | Plata | Bronce | Total | Orden por Total |
| ----- | -------------------- | --- | ----- | ------ | ----- | --------------- |
| 1     | Venezuela            | 4   | 1     | 1      | 6     | 2               |
| 2     | Colombia             | 2   | 1     | 0      | 3     | 3               |
| 3     | México               | 1   | 3     | 5      | 9     | 1               |
| 4     | Guatemala            | 1   | 1     | 1      | 3     | 3               |
| 5     | República Dominicana | 0   | 1     | 0      | 1     | 5               |
| 5     | El Salvador          | 0   | 1     | 0      | 1     | 5               |
| 7     | Puerto Rico          | 0   | 0     | 1      | 1     | 5               |
| TOTAL | TOTAL                | 8   | 8     | 8      | 24    |                 |

Fuente: Organización de los XXI Juegos Centroamericanos y del Caribe

#### Medallero por Género
País anfitrión en negrilla. La tabla se encuentra ordenada por la cantidad de medallas de oro.
| Clasificación por Oro | País                 | Hombres | Hombres | Hombres | Hombres | Mujeres | Mujeres | Mujeres | Mujeres | Mixtos | Mixtos | Mixtos | Mixtos | TOTAL | Clasificación por Total |
| Clasificación por Oro | País                 |         |         |         | Total   |         |         |         | Total   |        |        |        | Total  | TOTAL | Clasificación por Total |
| 1                     | Venezuela            | 0       | 0       | 0       | 0       | 0       | 0       | 0       | 0       | 4      | 1      | 1      | 6      | 6     | 2                       |
| 2                     | Colombia             | 0       | 0       | 0       | 0       | 0       | 0       | 0       | 0       | 2      | 1      | 0      | 3      | 3     | 3                       |
| 3                     | México               | 0       | 0       | 0       | 0       | 0       | 0       | 0       | 0       | 1      | 3      | 5      | 9      | 9     | 1                       |
| 4                     | Guatemala            | 0       | 0       | 0       | 0       | 0       | 0       | 0       | 0       | 1      | 1      | 1      | 3      | 3     | 3                       |
| 5                     | República Dominicana | 0       | 0       | 0       | 0       | 0       | 0       | 0       | 0       | 0      | 1      | 0      | 1      | 1     | 5                       |
| 5                     | El Salvador          | 0       | 0       | 0       | 0       | 0       | 0       | 0       | 0       | 0      | 1      | 0      | 1      | 1     | 5                       |
| 7                     | Puerto Rico          | 0       | 0       | 0       | 0       | 0       | 0       | 0       | 0       | 0      | 0      | 1      | 1      | 1     | 5                       |
| TOTAL                 | TOTAL                | 0       | 0       | 0       | 0       | 0       | 0       | 0       | 0       | 8      | 8      | 8      | 24     | 24    |                         |

Fuente: Organización de los XXI Juegos Centroamericanos y del Caribe

### Múltiples Ganadores
El tablero de multimedallas para la de los XXI Juegos Centroamericanos y del Caribe Mayagüez 2010 
presenta a los deportistas destacados que conquistaron más de una medalla en las competiciones de Equitación realizadas en Mayagüez, Puerto Rico.
Fuente: 
Organización de los XXI Juegos Centroamericanos y del Caribe Mayagüez 2010. 
| Clasificación del País | Clasificación del Total | Deportista       | País      | Disciplina |   |   |   | Total |
| 1                      | 29                      | Pablo Barrios    | Venezuela | Ecuestre   | 3 | 0 | 0 | 3     |
| 2                      | 95                      | Marco Bernal     | Colombia  | Ecuestre   | 2 | 0 | 0 | 2     |
| 2                      | 95                      | Noel Vanososte   | Venezuela | Ecuestre   | 2 | 0 | 0 | 2     |
| 4                      | 174                     | Andrés Rodríguez | Venezuela | Ecuestre   | 1 | 1 | 0 | 2     |
| 5                      | 336                     | Alberto Michan   | México    | Ecuestre   | 0 | 1 | 2 | 3     |
| 6                      | 432                     | Antonio Rivera   | México    | Ecuestre   | 0 | 0 | 2 | 2     |